# 브랜든 헌트

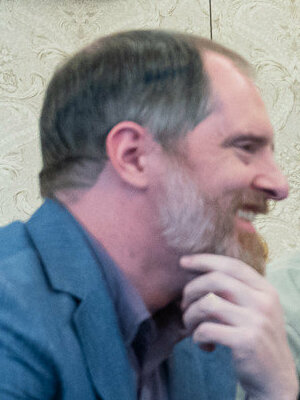
Brendan Hunt, 2023

브랜든 헌트(Brendan Hunt, 1972년 1월 1일 ~ )는 미국의 배우, 각본가, 텔레비전 배우이다.
시카고에서 태어났다.

## 영화
- 해프닝 오브 모뉴멘탈 프로포션 (2017년)

스트레스를 부르는 그 이름 직장상사 2 (2014년) - 제리 역

## 드라마
- 테드 래소 시즌 1, 2, 3 - 비어드 역